# Walter Calloni
Walter Calloni (Milano, 2 maggio 1956) è un batterista italiano.

## Biografia
Inizia giovanissimo la sua attività musicale, suonando già a sedici anni con Eugenio Finardi ed Alberto Camerini nel gruppo chiamato Il Pacco. Collabora con altri musicisti dell'etichetta Cramps, come Lucio Fabbri e Hugh Bullen creando lo stile che sarà definito come il nuovo Sound Milanese. Nel 1975 con Finardi suona al Parco Lambro per il Festival del Proletariato Giovanile ed incide Musica ribelle, mentre nel 1976 suona con Lucio Battisti in Lucio Battisti, la batteria, il contrabbasso, eccetera.
Nel 1977 con Hugh Bullen si trasferisce in Inghilterra, registrando anche l'album Master Minde con Wendell Richardson, chitarrista del gruppo AfroFunk degli Osibisa.
Quando nel 1980 Franz Di Cioccio assunse il ruolo di cantante e leader della PFM, Walter Calloni lo affiancò durante i concerti, fino a diventare membro effettivo del gruppo. In quegli anni collabora anche con molti altri artisti, come Fabrizio De André in Crêuza de mä e Le nuvole o gli Area in Maledetti, Roberto Vecchioni, Antonello Venditti, Franco Battiato, Ivan Graziani, Franco Fanigliulo.
Nel 1982 suona nell'album Eva di Umberto Tozzi.
Nel 1984 Calloni entra nel team d'insegnanti del Centro Professione Musica di Franco Mussida.
Nel 1986 forma gli Chandé con Stefano Cerri e Candelo Cabezas, con i quali nel 1988 partecipa al tour Schizzichea with love di Pino Daniele, partecipazione seguita da numerosi altri tour come quello dal 1988 al 1990 di Franz Di Cioccio, o il Discanto del 1989 di Ivano Fossati. Nel 1993 con Massimo Colombo e Stefano Cerri fonda il gruppo Linea C, pubblicando il CD Linea di confine per la DDD, seguito da Mappa di un possibile viaggiatore del 1996 e Salti ed Assalti del 1999.
Nel 2002 esce il primo disco con il proprio nome, Collection per la casa discografica milanese Videoradio, seguito nel 2005 da No Budget sempre per la Videoradio.
Sempre nel 2005 suona nel disco degli Elisir con Paola Donzella.
Da sempre attivo e dedito alla didattica, nel 2008 ha ideato L'Arte della Batteria College, una scuola dedicata ai batteristi, dove è direttore ed insegnante, presso il Borgo della Musica a Milano. Nel 2010 entra a far parte del team di insegnanti, insieme a Lalla ed Eloisa Francia, della Funky Town Music Academy di Milano.

## Discografia parziale
Con Ivan Cattaneo
- 1975 - Uoaei

### Con Lucio Battisti
- 1976 - Lucio Battisti, la batteria, il contrabbasso, eccetera
- 1977 - Io tu noi tutti

### Con Gianna Nannini
- 1976 - Gianna Nannini
- 1977 - Una radura
- 1979 - California

### Con Ivan Graziani
- 1976 - Ballata per quattro stagioni
- 1977 - I lupi
- 1978 - Pigro
- 1979 - Agnese dolce Agnese
- 1983 - Ivan Graziani
- 1991 - Cicli e tricicli

### Con Loredana Bertè
- 1977 - TIR
- 1979 - Bandabertè
- 1980 - Loredana Bertè

### Con Antonello Venditti
- 1976 - Ullàlla

### Con Fabrizio De Andrè
- 1984 - Crêuza de mä
- 1990 - Le nuvole

### Con Eugenio Finardi
- 1975 - Non gettate alcun oggetto dai finestrini
- 1976 - Sugo
- 1977 - Diesel

### Con i Decibel
- 1980 - Vivo da re
- Con Umberto Tozzi
- 1982 - Eva

### Con la Premiata Forneria Marconi
- 1982 - Performance
- 1984 - PFM ? PFM !
- 1987 - Miss Baker

### Con gli Area
- 1976 - Maledetti

### Con Alberto Camerini
- 1976 - Cenerentola e il pane quotidiano
- 1978 - Comici cosmetici

### Con i Linea C
- 1992 - Linea di confine
- 1995 - Mappa di un possibile viaggiatore
- 1999 - Salti ed assalti